# Katja Heraković
Katja Heraković (* 4. Dezember 1996) ist eine kroatische Handballspielerin. Sie ist kroatische Nationalspielerin im Beachhandball. Sie hat vor allem im Beachhandball Erfolge erreicht und sich auf diese Disziplin spezialisiert.
Heraković hat an der Universität Zagreb studiert und arbeitet als Vorschul-Lehrerin. 2019 wurde sie als beste Sportlerin der Universität ausgezeichnet.

## Hallenhandball
Heraković spielte in der Jugend als Linksaußen für ŽRK Zaprešić. Danach spielte sie von 2009 bis 2016 für RK Trešnjevka. Seit 2016 konzentriert sie sich ausschließlich auf den Beachhandball.

## Beachhandball
Zunächst spielte Heraković für das kroatische Spitzenteam Detono Zagreb. Mit dem Verein gewann sie die 2012 die EBT Finals in Lagoa und erreichte 2014 die EBT Finals in Thessaloniki, wo sie den dritten Platz belegte. Ein Jahr später erreichte sie mit Detono in Budaörs erneut das Halbfinale der EBT-Finals und wurde am Ende Vierte, 2016 in Thessaloniki Sechste. Zudem war sie 2016 Top-Scorerin des Turniers. 2018 erreichte Heraković mit Detono zum vierten Mal die Finals in Stare Jabłonki, konnte dieses Mal aber nur den 12. und damit letzten Platz belegen. 2021 kam sie, mittlerweile für die andere kroatische Spitzenmannschaft BHC Dubrava spielend, in Torrox auf den achten Rang. In der „Champions League“ des europäischen Beachhandballs, dem Beach Handball Champions Cup, nahm Heraković bislang zweimal teil. 2014 erreichte sie bei der Erstaustragung auf Gran Canaria mit Detono das Finale, wo der norwegischen Vertretung Skrim Kongsberg erst im Shootout unterlegen wurde, 2016 war sie ebenfalls auf Gran Canaria Gastspielerin des BHC Dubrava, mit dem sie den dritten Platz erreichte.
Heraković’ erstes Turnier mit einer kroatischen Nationalmannschaft waren die Junioren-Europameisterschaften 2014 (U18) in Lorca, Spanien. Kroatien verlor hier alle drei Spiele der Vorrunde, im zweiten Spiel gegen Ungarn war sie mit zehn erzielten Punkten beste kroatische Werferin. Auch das Viertelfinalspiel gegen Russland wurde verloren. Erst die beiden Platzierungsspiele danach gegen Italien und die Schweiz konnten gewonnen werden, Heraković war in beiden Spielen mit zehn und elf erzielten Punkten beste Scorerin Kroatiens. Damit belegte Kroatien trotz des zunächst schwachen Turnierverlaufs noch den fünften Rang. Mit 45 erzielten Punkten in den sechs möglichen Spielen war sie noch vor Barbara Brdovčak erfolgreichste kroatische Torschützin im Turnierverlauf.

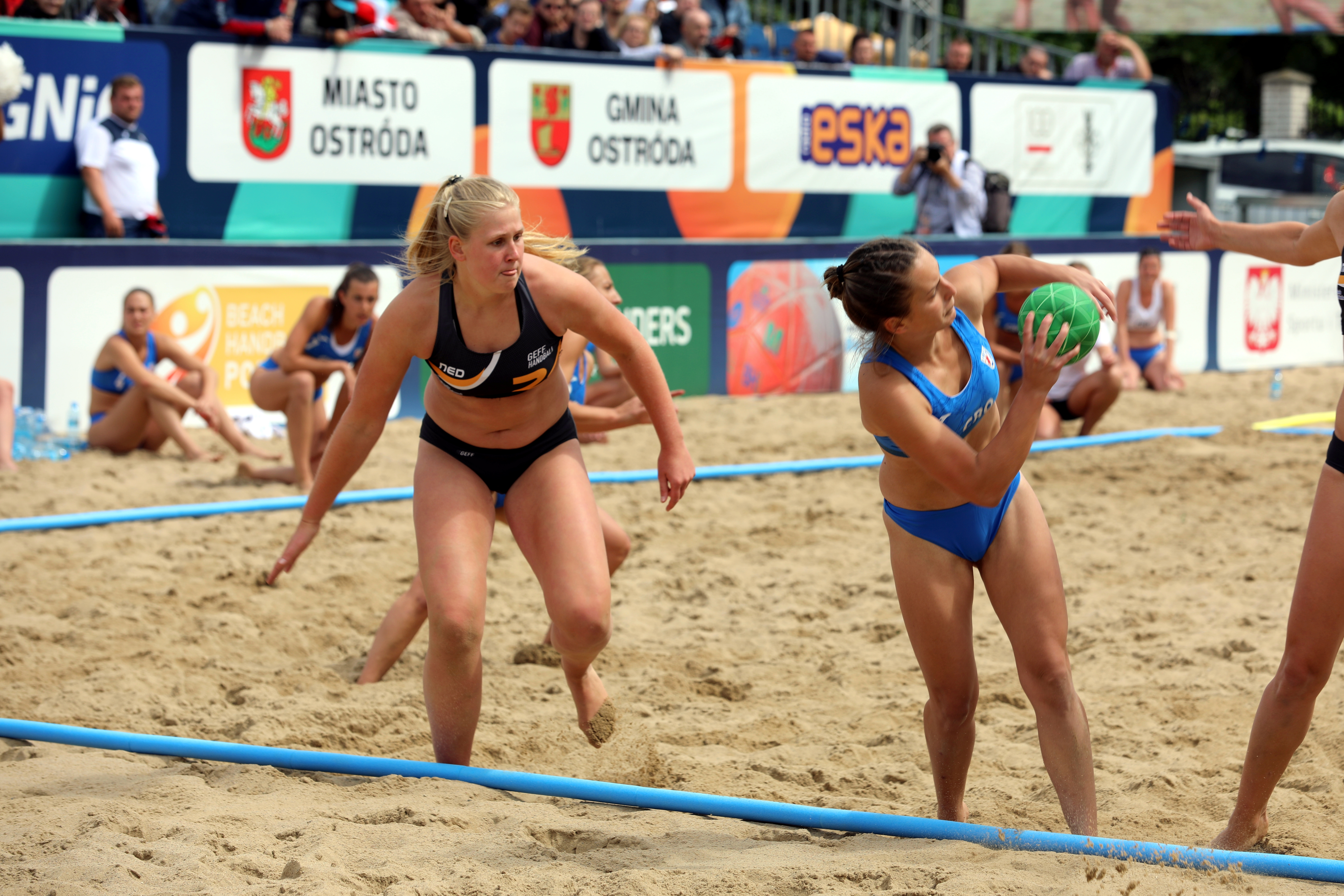
Heraković setzt im Spiel um die Bronzemedaille bei der EM 2019 zu einem Drehwurf gegen Verteidigerin Amber van der Meij an

2019 nahm Heraković in Stare Jabłonki das erste Mal an einer Beachhandball-Europameisterschaft teil und rückte dabei für die zunächst nominierte Mia Bošnjak nach. In einer ausgeglichenen Vorrundengruppe A traf Kroatien auf die Mitfavoritinnen Niederlande und Norwegen sowie auf die Außenseiterinnen aus der Türkei und Rumänien. Nach einer Niederlage zum Auftakt gegen Norwegen, bei der Heraković gemeinsam mit Anja Vida Lukšić mit je acht Punkten beste Werferin Kroatiens war, folgte ein Sieg im Shootout gegen die Niederlande, ein Sieg gegen Rumänien und die Türkei. Als Drittplatzierte der Vorrunde zog man in die Hauptrunde ein. Hier wurden nacheinander Ungarn, Portugal und die gastgebenden Polinnen bezwungen. Als Erste der Hauptrunde zogen die Kroatinnen in das Viertelfinale gegen die Ukraine ein, die knapp in zwei engen Sätzen bezwungen wurde. Damit zogen die Kroatinnen in das Halbfinale ein, wo sie erneut auf die Gegnerinnen aus der Vorrunde, die Norwegerinnen trafen. Gegen die Nordeuropäerinnen verloren die Kroatinnen des Spiels in zwei Durchgängen. Auch das Spiel um den dritten Platz ging gegen die Niederlande verloren. Dennoch bedeutete der vierte Rang eine deutliche Verbesserung zu den drei vorherigen Turnieren. Heraković traf, in allen zehn Spielen eingesetzt, zu 33 Punkten.
2021 gehörte Heraković erneut zum kroatischen Aufgebot für eine Europameisterschaft. Kroatien startete mit einem knappen Sieg gegen Italien in das Turnier. Nach einer deutlichen Niederlage gegen Norwegen folgte ein Sieg über Ungarn. Gegen Ungarn wurde Heraković vom Platz gestellt und musste das folgende Spiel aussetzen. Als Zweitplatzierte ihrer Gruppe zogen die Kroatinnen in die Hauptrunde ein, wo die Mannschaft ein Debakel erlebte und alle drei Spiele gegen Dänemark, die Türkei und Spanien verlor. Damit belegte Kroatien den letzten Platz in der Gruppe und verpasste das Viertelfinale. Im ersten Platzierungsspiel unterlag Heraković mit ihrer Mannschaft den amtierenden Weltmeisterinnen aus Griechenland. Nachdem im abschließenden Platzierungsspiel Frankreich geschlagen wurde, kam Kroatien auf den elften Platz. Heraković bestritt sieben der acht möglichen Spiele und erzielte dabei 32 Punkte.
2019 nahm Heraković mit der Vertretung der Universität Zagreb an den erstmals ausgetragenen EUSA-Beachhandball-Meisterschaften, einem Turnier von Studentenmannschaften, bei dem in Zagreb der Universitäts-Europameister ermittelt wurde, teil. Sie gewann hier die Bronzemedaille. Heraković wurde als beste Spielerin des Turniers (MVP) ausgezeichnet.

## Beachhandball-Erfolge
| Europameisterschaften - 2019: 4. - 2021: 11. Junioren-Europameisterschaften - 2014: Europameisterin (U 18): 5. EUSA-Meisterschaften - 2019: 3. | Beach Handball Champions Cup - 2014: 2. - 2015: 3. EBT Finals - 2012: 1. - 2014: 3. - 2015: 4. | MVP - EUSA-Meisterschaften 2019 Top-Scorer - EBT Finals 2016 |

## Einzelbelege
1. ↑  Spisak igračica regije Zagreb za turnir regionalnih reprezentacija u '96 godištu. Abgerufen am 4. Dezember 2021.
2. ↑  European Handball Federation - 2014 Women's European Beach Tour / ebt FINALS. Abgerufen am 4. Dezember 2021 (englisch).
3. ↑  Detono Zagreb po peti puta prvak Europe. In: Balkan-Handball.com. 3. Juni 2014, abgerufen am 4. Dezember 2021 (sr-RS).
4. ↑  European Handball Federation - 2015 Women's European Beach Tour / ebt FINALS. Abgerufen am 4. Dezember 2021 (englisch).
5. ↑  European Handball Federation - 2016 Women's European Beach Tour / Match Details. Abgerufen am 4. Dezember 2021 (englisch).
6. ↑  Detono Zagreb treći u Europi: “Nije bilo lakih utakmica, drago nam je da smo osvojili medalju” | Crosport. Abgerufen am 4. Dezember 2021.
7. ↑  European Handball Federation - 2018 Women's European Beach Tour / Final Tournament. Abgerufen am 4. Dezember 2021 (englisch).
8. ↑  European Handball Federation - 2021 Women's European Beach Tour / Women's European Beach Tour Finals 2021. Abgerufen am 4. Dezember 2021 (englisch).
9. ↑  Pantere iz BHC Dubrava brončane na Kanarima: Obećale smo medalju, iduće godine probat ćemo napraviti korak više! | Crosport. Abgerufen am 4. Dezember 2021.
10. ↑  Detono Zagreb u obje konkurencije osigurao polufinale završnice EHF Champions Cupa | Crosport. Abgerufen am 4. Dezember 2021.
11. ↑  European Handball Federation - 2014 Women's Beach Handball Champions Cup / Champions Cup Beach. Abgerufen am 4. Dezember 2021 (englisch).
12. ↑  „Detonatorima dvostruko europsko klupsko srebro; Drago Fantić: Ponosni smo kako smo predstavljali Zagreb i Hrvatsku“ | Crosport. Abgerufen am 4. Dezember 2021.
13. ↑  European Handball Federation - 2016 Women's Beach Handball Champions Cup / Final Tournament. Abgerufen am 4. Dezember 2021 (englisch).
14. ↑  European Handball Federation - 2014 Women's ECh Beach Handball 18 / Final Tournament. Abgerufen am 4. Dezember 2021 (englisch).
15. ↑  UltraSports: Denmark have two shots at gold at Beach Handball EURO 2019 | UltraSports.TV. Abgerufen am 19. Juni 2020 (amerikanisches Englisch).
16. ↑  European Handball Federation - 2019 Women's ECh Beach Handball / Final Tournament. Abgerufen am 4. Dezember 2021 (englisch).
17. ↑  European Handball Federation - 2021 Women's ECh Beach Handball / Final Tournament. Abgerufen am 4. Dezember 2021 (englisch).
18. ↑  EUSA. Abgerufen am 4. Dezember 2021.
19. ↑  News | EUSA EHF Beach Handball. Abgerufen am 4. Dezember 2021.
20. ↑  Editor: Play Beach Handball at EUG 2020. 10. Februar 2020, abgerufen am 4. Dezember 2021 (amerikanisches Englisch).

| Personendaten    | Personendaten                                   |
| ---------------- | ----------------------------------------------- |
| NAME             | Heraković, Katja                                |
| ALTERNATIVNAMEN  | Herakovic, Katja                                |
| KURZBESCHREIBUNG | kroatische Handball- und Beachhandballspielerin |
| GEBURTSDATUM     | 4. Dezember 1996                                |